# Parlamentní volby v Moldavsku 2009 (duben)

Výsledky dle okresů

První parlamentní volby v roce 2009 se v Moldavsku konaly 5. dubna 2009. Strana komunistů Moldavské republiky (PCRM) získala potřetí za sebou většinu křesel (60 ze 101). Volební účast dosáhla 57 %, čímž překročila hranici 50 % nutnou pro platnost voleb.
Po volbách musel parlament zvolit nového moldavského prezidenta, protože dosavadní prezident Vladimir Voronin musel po dvou funkčních obdobích odstoupit. Prezidentské volby vyžadovaly, aby vítězný kandidát získal alespoň 61 hlasů, ale opoziční strany odmítly hlasovat pro tři kandidáty nominované PCRM ve třech kolech hlasování v květnu až červnu 2009, takže nebyl zvolen žádný prezident. V důsledku toho se v červenci konaly předčasné parlamentní volby.

## Pozadí
Evropská unie vyzvala Moldavsko k reformě volebního zákona, který zavedl 6% volební práh, což dává menším stranám malou šanci na vstup do parlamentu. Prezident Voronin však tyto výzvy odmítl.

## Výsledek
Konečné výsledky byly oznámeny 8. dubna 2009; vládnoucí PCRM nezískala 61 křesel potřebných ke zvolení prezidenta, takže opoziční strany měly možnost vynutit si nové volby. Přepočítání hlasů provedené 21. dubna výsledky potvrdilo.
|                           |                                         |             |       |         |      |
| Strana                    | Strana                                  | Počet hlasů | %     | Mandáty | +/–  |
|                           | Strana komunistů Moldavské republiky    | 760 551     | 49,48 | 60      | +4   |
|                           | Liberální strana                        | 201 879     | 13,13 | 15      | Nová |
|                           | Liberálně demokratická strana Moldavska | 191 113     | 12,43 | 15      | Nová |
|                           | Naše moldavská aliance                  | 150 155     | 9,77  | 11      | −11  |
|                           | Sociálně demokratická strana            | 56 866      | 3,70  | 0       | 0    |
|                           | Křesťanskodemokratická lidová strana    | 46 654      | 3,04  | 0       | −11  |
|                           | Demokratická strana Moldavska           | 45 698      | 2,97  | 0       | –    |
|                           | Centristická unie Moldavska             | 42 211      | 2,75  | 0       | 0    |
|                           | Evropské akční hnutí                    | 15 481      | 1,01  | 0       | Nová |
|                           | Konzervativní strana                    | 4 399       | 0,29  | 0       | Nová |
|                           | Strana sjednocené Moldavsko             | 3 357       | 0,22  | 0       | Nová |
|                           | Republikánská strana Moldavska          | 1 436       | 0,09  | 0       | 0    |
|                           | Nezávislí                               | 17 287      | 1,12  | 0       | 0    |
| Celkem                    | Celkem                                  | 1 537 087   | 100   | 101     | —    |
|                           |                                         |             |       |         |      |
| Platné hlasy              | Platné hlasy                            | 1 537 087   | 98,78 | —       | —    |
| Neplatné hlasy            | Neplatné hlasy                          | 18 996      | 1,22  | —       | —    |
| Celkem hlasů              | Celkem hlasů                            | 1 556 083   | 100   | —       | —    |
| Registrování voliči/Účast | Registrování voliči/Účast               | 2 704 103   | 57,55 | —       | —    |
| Zdroj: eDemocracy         |                                         |             |       |         |      |

## Reakce
Mezinárodní volební pozorovatelská mise zastoupená delegacemi Parlamentního shromáždění OBSE, Úřadu pro demokratické instituce a lidská práva (ODIHR), Parlamentního shromáždění Rady Evropy (PACE) a Evropského parlamentu hodnotila volby vcelku pozitivně, přičemž některé výhrady neměly vliv na výsledek ani na celkové předběžné hodnocení. Průzkumy veřejného mínění před volbami ukazovaly na pohodlné vítězství komunistické strany, přičemž jedinou nejistotou byla velikost vítězného náskoku.
Pozorovatelská mise OBSE vydala předběžnou zprávu, v níž prohlásila volby za obecně svobodné a spravedlivé a označila Moldavsko za „celkově pluralitní prostředí, které voličům nabízí zřetelnou politickou alternativu a splňuje řadu závazků přijatých Organizací spojených národů a Radou Evropy“. Petros Efthymiou, vedoucí delegace Parlamentního shromáždění OBSE a zvláštní koordinátor krátkodobých pozorovatelů OBSE, uvedl, že je potěšen pokrokem demokracie v Moldavsku. „Tyto volby byly velmi dobré a dodaly mi velkou důvěru v budoucnost této země,“ řekl Efthyimou.
Jedna z členek 280členného pozorovacího týmu, Emma Nicholsonová, baronka Nicholsonová z Winterbourne, jejíž pozorovací stanoviště se nacházelo poblíž hranic separatistické Podněsterské republiky, však vyjádřila nad tímto hodnocením znepokojení a prohlásila, že má „velmi, velmi silný pocit“ že došlo k nějaké manipulaci, ale „nenašla pro to žádný důkaz“. Tvrdila, že tuto zprávu ovlivnili Rusové z organizace. Dále prohlásila, že při sčítání hlasů v jednu hodinu měla PCRM 35 % hlasů a 15-16 opozičních stran dohromady 40-45 %, zatímco krátce poté, v osm hodin, se situace radikálně změnila a PCRM měla 50 %. Objevily se také případy volebních podvodů, kdy údajně hlasovali zemřelí a nezúčastněné osoby.
Po přepočítání hlasů rozhodl Ústavní soud, že prezidentské volby se musí konat do 7. července 2009. V opačném případě bude parlament rozpuštěn a budou uspořádány předčasné volby. Opoziční strany prohlásily, že budou bojkotovat parlament a jako důvod uvedly volební podvody, a pokusily se prosadit nové volby.

## Následky
Po vyhlášení předběžných výsledků voleb 6. dubna 2009, podle nichž zvítězila Strana komunistů Moldavské republiky (PCRM), která získala přibližně 50 % hlasů, opozice výsledky odmítla, obvinila úřady z falšování výsledků při sčítání hlasů a požadovala nové volby. Opozice a nevládní aktivisté uspořádali 6. a 7. dubna v centru Kišiněva protestní demonstrace.

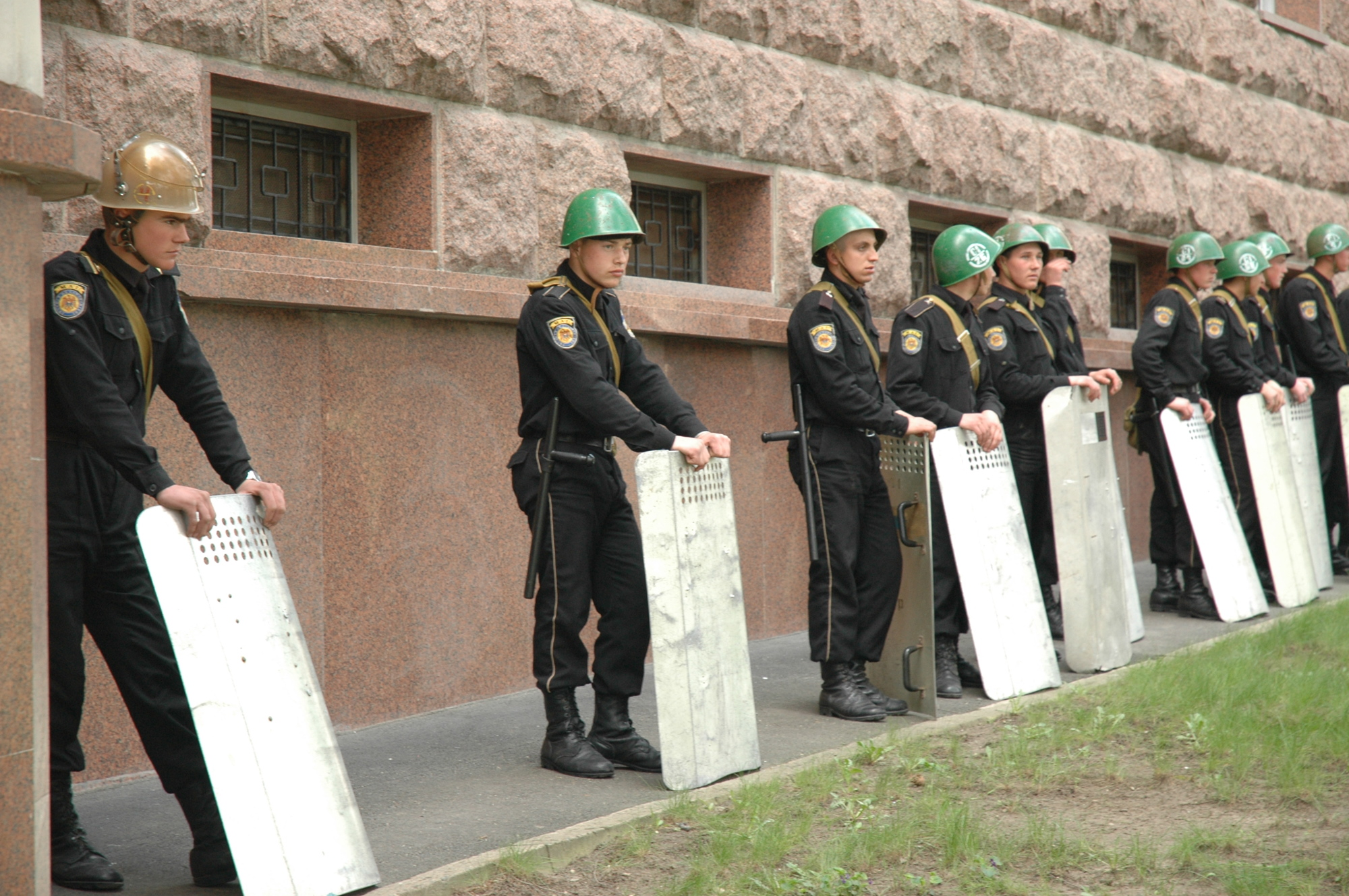
Pořádková policie v Kišiněvě

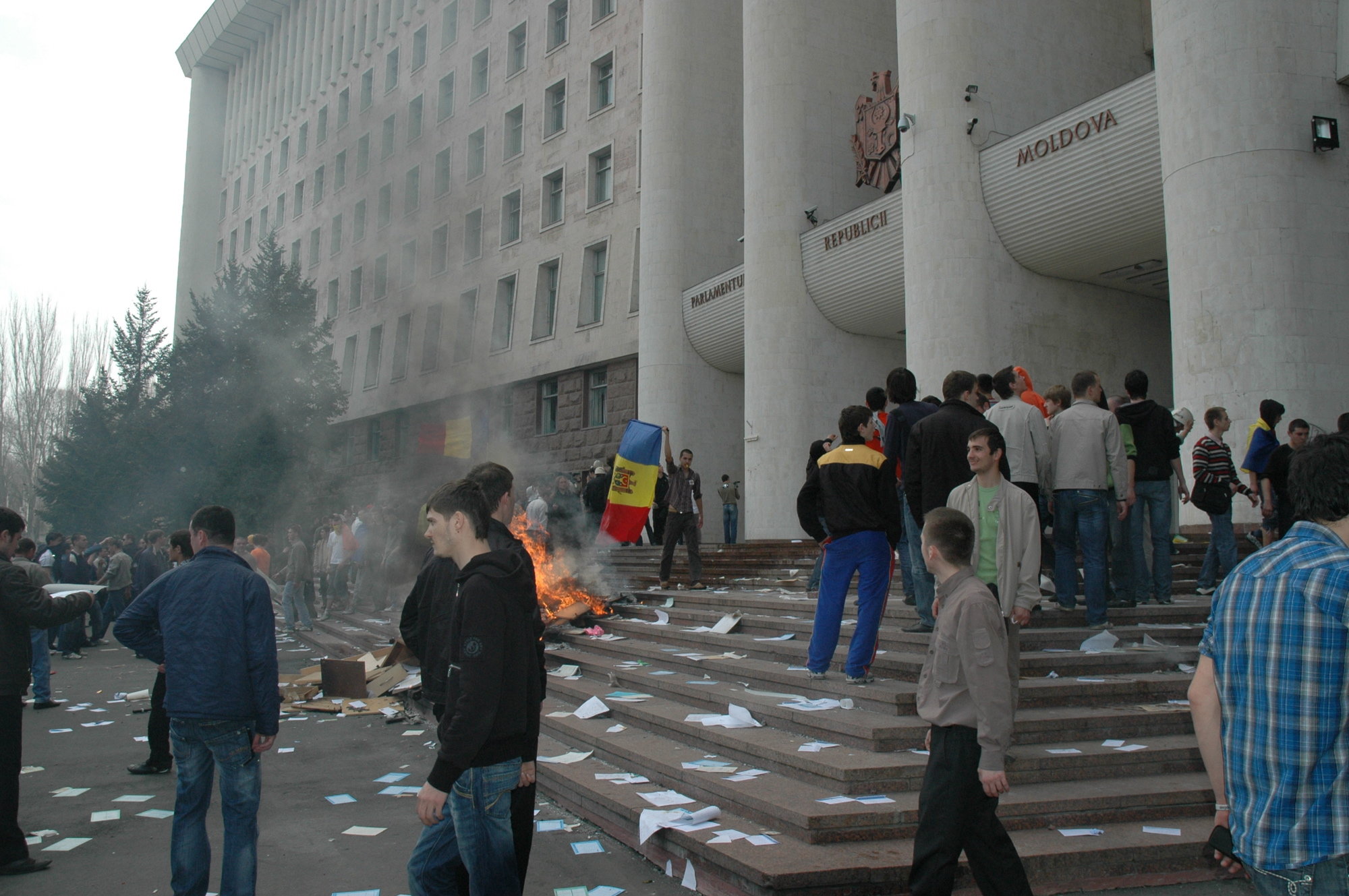
Protestní nepokoje v Kišiněvě (7. dubna 2009)

Demonstrace se vymkla kontrole a 7. dubna přerostla ve výtržnosti, při nichž demonstranti zaútočili na budovu parlamentu a prezidentského paláce a házeli na ně kameny, zatímco pořádková policie se snažila budovy chránit. Odpoledne 7. dubna výtržníci vnikli do budovy parlamentu, vyrabovali ji a zapálili. Do 8. dubna policejní síly znovu ovládly centrum města a zatkly několik stovek protestujících. Po zatýkání hlásili zadržení četné případy nepřiměřeného použití síly, včetně bití a mučení ze strany policie.
Pokojné demonstrace na centrálním náměstí pokračovaly i po zbytek týdne. Vláda a opoziční strany se vzájemně obviňovaly z vysílání provokatérů, kteří měli podněcovat davy.

### Přepočet
Dne 10. dubna 2009 Voronin vyzval Ústavní soud, aby povolil přepočítání hlasů, jak požadovali protestující. Dne 12. dubna soud rozhodl o provedení přepočítání hlasů, které se mělo uskutečnit 15. dubna. 14. dubna Serafim Urechean oznámil, že tři hlavní opoziční strany budou bojkotovat přepočítávání hlasů s odkazem na obavy, že ho vláda využije ke zvýšení své většiny na 61 křesel potřebných ke zvolení příštího prezidenta.
Výsledky přepočítávání hlasů byly zveřejněny 21. dubna. Nebyly zjištěny žádné závažné chyby a původní výsledek voleb byl potvrzen.

### Volba nového prezidenta
Jedním z prvních úkolů nově zvoleného parlamentu je volba nového prezidenta. Dosavadní prezident Vladimir Voronin se nemohl ucházet o další funkční období, protože již odsloužil dvě funkční období, což je maximální počet povolený ústavou. Jeho nástupce musel být zvolen do 8. června 2009 třípětinovou většinou (61 ze 101 hlasů). Pokud by žádný kandidát před tímto datem nedosáhl většiny hlasů, konaly by se nové parlamentní volby. Tři opoziční strany oznámily, že všechny budou hlasovat proti kandidátovi PCRM na prezidenta, pro kterého bylo potřeba 61 hlasů ze 101. Pokud by parlament nezvolil kandidáta třikrát, znamenalo by to nutnost nových parlamentních voleb.
Komunistická strana navrhla jako prezidentskou kandidátku bývalou premiérku Zinaidu Greceanîiovou. Předchozímu parlamentu se nepodařilo zvolit nového prezidenta, což vyvolalo předčasné parlamentní volby, které se konaly 29. července 2009.
Parlament musel třípětinovou většinou zvolit moldavského prezidenta. Vládnoucí Strana komunistů Moldavské republiky (PCRM) nominovala Zinaidu Greceanîiovou a loutkového kandidáta, lékaře z Kišiněva. Vzhledem k tomu, že PCRM měla v parlamentu pouze 60 ze 101 křesel, ale ke zvolení prezidenta bylo zapotřebí 61 hlasů, bylo zapotřebí alespoň jednoho hlasu opozice. Opozice (tvořená třemi liberálně orientovanými stranami Liberální stranou, Liberálně demokratickou stranou Moldavska a Naší moldavskou aliancí) bojkotovala první kolo voleb konané 20. května 2009, a vynutila si tak opakování parlamentních voleb. Druhé kolo bylo stanoveno na 28. května 2009, ale bylo odloženo na 3. června 2009; PCRM to zdůvodnila tím, že na tento den připadl čtvrtek Nanebevstoupení Páně. Dne 3. června 2009 se konalo druhé kolo (opakované volby), výsledky byly stejné: 60 hlasů pro Zinaidu Greceanîi, což donutilo dosavadního prezidenta Vladimira Voronina rozpustit parlament. Předčasné volby byly stanoveny na 29. července 2009 poté, co Voronin 15. června 2009 rozpustil parlament.

## Zvolení poslanci
Seznam poslanců zvolených v parlamentních volbách 5. dubna 2009:

### Strana komunistů Moldavské republiky
| \| \| 1. Vladimir Voronin 2. Marian Lupu 3. Zinaida Greceanîi 4. Victor Mîndru 5. Mark Tkaciuk 6. Igor Dodon 7. Vladimir Vitiuc 8. Victor Stepaniuc 9. Eugenia Ostapciuc 10. Vladimir Eremciuc 11. Maria Postoico 12. Ivan Călin 13. Iuri Eriomin 14. Galina Balmoş 15. Anatolie Popuşoi 16. Anatolie Zagorodnîi 17. Dmitrii Todoroglo 18. Iurie Stoicov 19. Andrei Stratan 20. Maia Radilov \| 21. Vladimir Ţurcan 22. Veronica Abramciuc 23. Aliona Babiuc 24. Elena Bodnarenco 25. Vadim Mişin 26. Alla Mironic 27. Igor Vremea 28. Iurie Muntean 29. Vasile Iovv 30. Grigore Petrenco 31. Svetlana Rusu 32. Violeta Ivanov 33. Lidia Lupu 34. Raisa Spinovschi 35. Anton Miron 36 Irina Vlah 37. Oleg Reidman 38. Valeriu Sava 39. Ludmila Belcencova 40. Ghenadie Morcov \| 41. Oxana Domenti 42. Anatolie Gorilă 43. Inna Şupac 44. Gheorghe Popa 45. Petru Porcescu 46. Oleg Garizan 47. Veaceslav Bondari 48. Mihail Mocan 49. Nicolae Munteanu 50. Mihail Poleanschi 51. Lidia Semeniţcaia 52. Sergiu Stati 53. Mariana Şmilenco 54. Mihail Rusu 55. Iurie Moiseev 56. Oleg Babenco 57. Serghei Afanasenco 58. Ala Ursul 59. Natalia Vîsotina 60. Ştefan Grigoriev \| | | | |
| Hlasy, které získala PCRM podle okresů a municipalit. | | | |
| | 1. Vladimir Voronin 2. Marian Lupu 3. Zinaida Greceanîi 4. Victor Mîndru 5. Mark Tkaciuk 6. Igor Dodon 7. Vladimir Vitiuc 8. Victor Stepaniuc 9. Eugenia Ostapciuc 10. Vladimir Eremciuc 11. Maria Postoico 12. Ivan Călin 13. Iuri Eriomin 14. Galina Balmoş 15. Anatolie Popuşoi 16. Anatolie Zagorodnîi 17. Dmitrii Todoroglo 18. Iurie Stoicov 19. Andrei Stratan 20. Maia Radilov | 21. Vladimir Ţurcan 22. Veronica Abramciuc 23. Aliona Babiuc 24. Elena Bodnarenco 25. Vadim Mişin 26. Alla Mironic 27. Igor Vremea 28. Iurie Muntean 29. Vasile Iovv 30. Grigore Petrenco 31. Svetlana Rusu 32. Violeta Ivanov 33. Lidia Lupu 34. Raisa Spinovschi 35. Anton Miron 36 Irina Vlah 37. Oleg Reidman 38. Valeriu Sava 39. Ludmila Belcencova 40. Ghenadie Morcov | 41. Oxana Domenti 42. Anatolie Gorilă 43. Inna Şupac 44. Gheorghe Popa 45. Petru Porcescu 46. Oleg Garizan 47. Veaceslav Bondari 48. Mihail Mocan 49. Nicolae Munteanu 50. Mihail Poleanschi 51. Lidia Semeniţcaia 52. Sergiu Stati 53. Mariana Şmilenco 54. Mihail Rusu 55. Iurie Moiseev 56. Oleg Babenco 57. Serghei Afanasenco 58. Ala Ursul 59. Natalia Vîsotina 60. Ştefan Grigoriev |

### Liberální strana
| 1. Dorin Chirtoacă 2. Mihai Ghimpu 3. Anatol Șalaru 4. Corina Fusu 5. Vadim Cojocaru 6. Anatolie Arhire 7. Gheorghe Brega 8. Nistor Grozavu 9. Vadim Vacarciuc 10. Oleg Bodrug 11. Ana Guțu 12. Ion Hadârcă 13. Valeriu Nemerenco 14. Mihail Moldovanu 15. Ion Lupu |
| Hlasy, které získala PL podle okresů a municipalit. |

### Liberálně demokratická strana Moldavska
| 1. Vladimir Filat 2. Alexandru Tănase 3. Liliana Palihovici 4. Mihai Godea 5. Vitalie Nagacevschi 6. Iurie Țap 7. Călin Vieru 8. Ion Balan 9. Vladimir Hotineanu 10. Iurie Leancă 11. Alexandru Cimbriciuc 12. Valeriu Ghilețchi 13. Simion Furdui 14. Mihail Șleahtițchi 15. Angel Agache |
| Hlasy, které získala PLDM podle okresů a municipalit. |

### Naše moldavská aliance
| 1. Serafim Urechean 2. Mihai Cimpoi 3. Veaceslav Untilă 4. Vasile Balan 5. Iurie Colesnic 6. Leonid Bujor 7. Victor Osipov 8. Alexandr Oleinic 9. Valentin Chepteni 10. Mihail Silistraru 11. Veaceslav Platon |
| Hlasy, které získala AMN podle okresů a municipalit. |

## Galerie

Volební účast ve volbách v dubnu 2009 podle okresů a municipalit.
Celkový počet hlasů získaných opozičními stranami (PL, PLDM, AMN), které překročily 6% volební práh podle okresů a municipalit.